# دشمن (فیلم ۱۹۲۷)
دشمن (انگلیسی: The Enemy) فیلمی در ژانر درام به کارگردانی فرد نیبلو است که در سال ۱۹۲۷ منتشر شد.

## بازیگران
- لیلین گیش
- جورج فاست
- کارل دان
- پالی مورن
- جوئل مک‌کری
- فرانک کوریر
- هانس جابی